# Last Sentinel
Last Santinel (v originále Last Santinel) je britské filmové sci-fi drama z roku 2023. Film režíroval Tanel Toom.

## Děj
V roce 2063, když klimatické změny způsobily katastrofální zvýšení hladiny moří, zbývají na světě pouze dva kontinenty, které spolu bojují o poslední území. Uprostřed oceánu se nachází vojenská základna, vybavená nukleární zbraní nazvanou „Martha“.
Čtyřčlenná posádka bastionu čeká tři měsíce na svou výměnu. Do jejich vod se však náhle dostane loď jménem Aurora bez posádky. Sully a Baines chtějí opravit loď a vrátit se domů, ale jejich nadřízený Hendrichs trvá na tom, aby dále čekali na výměnu. Cassidy nakonec Hendrichse přemluví, aby opravili loď a Sully a Baines ji odvezli na jejich kontinent.
Druhý den se však Aurora vzdaluje od základny. Hendrichs velí loď kanónem zničit. Následně začnou umírat také členové posádky.

## Obsazení
| Kate Bosworth      | Cassidy   |
| Lucien Laviscount  | Sullivan  |
| Martin McCann      | Baines    |
| Thomas Kretschmann | Hendrichs |